# 오에역 (나가사키현)
오에역(일본어: 小江駅)은 일본 나가사키현 이사하야시에 있는 규슈 여객철도 나가사키 본선의 역이다. 섬식 승강장 1면 2선의 구조를 지닌 지상역이다.

## 이용 현황
| 연도     | 하루 평균 승차 인원 |
| 2000년도 | 153                 |
| 2001년도 | 154                 |
| 2002년도 | 166                 |
| 2003년도 | 175                 |
| 2004년도 | 180                 |
| 2005년도 | 191                 |
| 2006년도 | 200                 |
| -------- | ------------------- |

## 역 주변
- 이사하야 시청 오에후카가이 출장소

## 역사
- 1934년 3월 24일 : 철도성이 개업.
- 1987년 4월 1일 : 일본국유철도 분할 민영화에 의해 규슈 여객철도로 이관.

## 인접 정차역
| 규슈 여객철도 나가사키 본선 | 규슈 여객철도 나가사키 본선 | 규슈 여객철도 나가사키 본선 |
| --------------------------- | --------------------------- | --------------------------- |
| 유에 도스 방면              |                             | 히젠나가타 나가사키 방면    |